# Liga Musulmana de la Unión India
La Liga Musulmana de la Unión India (Inglés: Indian Union Muslim League; Hindi: इंडियन युनियन मुस्लिम लीग; Malayalam; ഇന്ത്യൻ യൂണിയൻ മുസ്‌ലിം ലീഗ്; Urdu: انڈین یونین مسلم لیگ; Támil: இந்திய ஒன்றிய முஸ்லிம் லீக்) es un partido político en Kerala, India. Es reconocido por la Comisión Electoral de la India como un partido en el estado de Kerala. Aunque en la Unión India es un partido orientado a la comunidad musulmana, decidió mantener su lealtad a la India después de la partición, cuando la Liga Musulmana original de la India indivisa se fue a Pakistán. El partido tiene fortaleza en el norte de Kerala. Constituye el segundo partido más grande dentro de la coalición principal de oposición, el Frente Democrático Unido (UDF), en Kerala.
El actual presidente de la unidad estatal en Kerala de la Liga Musulmana de la Unión India es Panakkad Sayed Hyderali Shihab Thangal, es considerado el líder del partido.
La Liga Musulmana de la Unión India se formó en Madras el 10 de marzo de 1948. Tiene presencia en el Parlamento desde 1952 hasta nuestros días. En Kerala, ha dirigido al gabinete una vez bajo C. H. Mohammed Koya, que se convirtió en el principal ministro de Kerala en 1979. En alianza con el Congreso Nacional de la India y otros partidos, la Liga Musulmana ha sido un miembro activo del Frente Democrático Unido. En Kerala, bajo la dirección de Sayd Abdurahiman Bafakhy Thangal, K. M. Seethi Sahib; Panakkad P. M. S. A. Pookoya Thangal y Sayd Mohammed Ali Shihab Thangal, creció para ser un jugador político importante. El partido ha tenido posiciones de gabinete en diversos momentos en los gobiernos de coalición en Kerala, manteniendo carteras como Educación, Hogar, Industrias, Obras Públicas, Administración Local, Bienestar Social, Pesca etc.
- Datos: Q3196786
- Multimedia: Indian Union Muslim League / Q3196786